# 許された子どもたち
『許された子どもたち』（ゆるされたこどもたち）は、内藤瑛亮監督の日本映画。2020年公開。キャッチコピーは「あなたの子どもが 人を殺したら どうしますか？」。
同級生をいじめて殺害しながらも「不処分」となり、それによって社会から私刑を受ける少年と母親を描く。

## 概要
1993年の山形マット死事件をはじめとして、2011年の大津いじめ自殺事件、2015年の川崎市中1男子生徒殺害事件、2016年の東松山都幾川河川敷少年殺害事件等から着想を得た内藤が、構想に8年間を費やして自主制作した映画である。
2017年に撮影を開始。2020年6月1日にユーロスペースとテアトル梅田の2館で公開された後、反響を呼んで上映が拡大し、同年7月4日時点で32館に増加した。
2021年4月25日にDVDおよびBDが発売。

## あらすじ
神奈川県日野市に住む中学1年生・市川絆星は、同級生の小嶋匠音、松本香弥憂、井上緑夢とともに日常的にいじめていた倉持樹を豊川の河川敷で殺害してしまう。絆星ら4人の少年は警察に犯行を自供するが、絆星の母・真理は息子を説得してアリバイを主張させた。家庭裁判所の審判員は少年たちに「不処分」の判決を下す。
樹の父・武彦と母・絵梨夏は、少年たちの責任を問うべく民事訴訟に踏み切ろうとする。一方、事件は「豊川河川敷中一殺害事件」としてセンセーショナルな注目を集め、贖罪の機会を失った市川親子は壮絶なバッシングと私刑を受ける。報道陣から逃れるために一家はアパートの一室へ退避し、自宅の建物は落書きと貼り紙に覆われ、「キャロル」を名乗る動画配信者らによってその模様が拡散された。
半年後、千葉県児玉市の中学校に転校して偽名を名乗る絆星は、陰湿ないじめを受けるクラスメイト・櫻井桃子と出会い、割り箸ボーガン作りで交流を深める。翌日、道徳の授業中に生徒の蓮見春人と宮台莉子によって絆星の正体が明かされ、クラスは騒然となる。桃子の妨害むなしく春人の手元のスマホから絆星の現住所がネット上に公開され、倉持夫婦が訴状のコピーを市川家に持参する。夫が夜逃げし、スーパー勤めも解雇された真理は、雑誌に手記の連載を開始するも支持を得られなかった。
ある深夜、絆星は真理の目を盗んで家を出ると、桃子とともに鉄道で日野市に戻り、倉持家を訪ねて樹の遺影に線香をあげ、合掌する。倉持家を辞した後、豊川の河川敷で緑夢と邂逅すると、偽善者として罵り、彼が持参した供花を何度も投げ棄てる。その後、匠音と香弥憂が再び同級生にボーガン絡みのいじめを加えているところを発見すると、桃子の制止を振り切って暴行し、そのまま走り去った。その晩、真理は自宅に入ろうとしたところでキャロルに殴打されて重傷を負い、キャロルは逮捕される。
ある日、親子で外出した絆星は、自分が死んでしまう奇妙な夢を見たことを笑いながら母に語り、真理は割り切れない表情を浮かべる。絆星が別の席の赤ん坊に笑いかけ、その後1本の煙草を代わるがわる吸いながら帰宅するところで物語は終わる。

## 登場人物
キャストの情報は、特筆のないものは『シネマカフェ』の作品情報による。
市川 絆星（）
演 - 上村侑（幼少期：大川星哉）
不良少年。昔は自身がいじめに遭っていた時期もあり、左目の下に当時の傷がある。
樹が製作した割り箸ボウガンを樹に向けて発射し、殺害する。家を訪問した刑事の説得によって犯行を自供するが、真理からの要望に応えて審判では否認し、不処分の判決を受けた結果、世間からのバッシングと嫌がらせを受けて家族とともに居を転々とし、転校後は髪を伸ばして「中村義明」という偽名を名乗る。転校先で桃子と出会い、ボーガン作りなどを通じて徐々に親しくなったのち、自分が殺人を犯したことは事実だと告げる。ある深夜に家を抜け出して、桃子とともに日野市を訪れるが、贖罪を果たすことはできなかった。
市川 真理（）
演 - 黒岩よし
絆星の母。息子の無罪を信じ、絆星には犯行の否認を求め、四宮に対してもウソの供述を行う。夫から転居を提案された際は「逃げ出す」ことを嫌って反対したが、最終的には引っ越してスーパーで働きはじめた。解雇された時、出版社の進藤から声をかけられて『突然、我が子が殺人鬼にされた』と題した自分の手記を雑誌に連載したが、不評に終わった。絆星が深夜の間に姿を消すと方々を探し回り、絆星の秘密基地にあった割り箸ボウガンを見て逆上する。その後も絆星を探しつづけてから夜に帰宅したところでキャロルに殴られて重傷を負い、人事不省に陥るも命は取り留めた。
市川 祐司（）
演 - 三原哲郎
絆星の父。事件後に会社を退職し（事実上の解雇）、たびたび真理と衝突する。転居後の住所が春人によって公開され、倉持夫婦が訴状のコピーを持って訪ねてきた夜、指輪を残して逐電した。
小嶋 匠音（）、松本 香弥憂（）
演 - 大嶋康太、茂木拓也
不良少年。絆星や緑夢と行動を共にし、樹の殺害に居合わせた。絆星の転校後は樹に代わって蒼空をいじめるようになる。
井上 緑夢（）
演 - 住川龍珠
絆星、匠音、香弥憂と共にグループの一人。捜査に対して全てを自白するが、四宮の干渉もあって供述を撤回する。その後も良心の呵責に苛まれ続け、樹の殺害現場を訪れては花を供え、合掌している。
倉持 樹（）
演 - 阿部匠晟
絆星の射たボウガンの矢が喉に刺さり、そのまま転倒して喉を貫かれたため失血死する。その後、たびたび絆星の前に幻として現れる。
倉持 武彦（）
演 - 地曵豪
樹の父。感情的な性格で、審判の際には樹の遺影の持ち込みを拒否されて激怒したり、意見陳述の際に慟哭したりしている。突然絆星の訪問を受けた際にも、怒りを露わにして追い返そうとした。
倉持 絵梨夏（）
演 - 門田麻衣子
樹の母。武彦よりも冷静な性格で、倉持家を訪ねてきた絆星を招き入れた。
倉持 茜（）
演 - 野呈安見
樹の姉もしくは妹。寡黙な性格だが、絆星を強く憎んでいる。
男性刑事
演 - 小橋正佳
樹が死亡した事件の捜査後に市川家を訪れ、自白するよう絆星を説得する。
四宮 美紀（）
演 - 相馬絵美
弁護士。絆星の付添人となり、樹の死は事故死であると主張して不処分に導く。
高橋 蒼空（）
演 - 清水凌
絆星らのグループのクラスメイト。教室で「少年院行っとけ」と吐き捨て、絆星に殴られる。その後は匠音と香弥憂にいじめられ、カバンをボウガンの的にされていた。
櫻井 桃子（）
演 - 名倉雪乃
絆星の転校先のクラスメイト。莉子いわく「演劇部の顧問と付き合い、露見した後にセクハラを訴えた」ことでいじめを受けているが、そのような事実はないという。周囲の人々に対して殺意を持っている。絆星から殺人の事実を告白されると、被害者家族に謝罪することを提案し、二人で日野市を訪れる。
蓮見 春人（）
演 - 春名柊夜
絆星の転校先のクラスメイト。絆星の過去を看破して道徳の授業中にクラスメイト達に発表し、熱狂する皆を前に現住所をネット上に公開する。真理の連載に反対する署名活動を展開し、3万以上の署名を集めて市川家を訪問するが、真理に強く責められて逃げ帰った。
宮台 莉子（）
演 - 池田朱那
絆星の転校先のクラスメイト。最初から最後まで春人と行動を共にしている。
佐々木 円、村田 鈴、三浦 凛、藤野 結
演 - 津田茜、西川ゆず、矢口凛華、山崎汐南
絆星の転校先のクラスメイト。桃子をいじめている。
男性教諭
演 - 山口友和
絆星の転校先の担任。道徳の授業でいじめについて生徒たちに議論・発表させるが、春人の暴走に対応しきれなかった。
キャロル
演 - 日野友和
インターネット上で動画配信をする少年。市川家への突撃や誹謗中傷を行う。最終的には真理への暴行容疑で逮捕された。
丸山 寧々（）
演 - 美輪ひまり
ボクシングを嗜む女子小学生。ゴミ袋を蹴散らしながら歩いていた絆星を注意し、殴られそうになるなり返り討ちにする。

## スタッフ
スタッフは内藤の映画学校時代の友人ら、すなわち映画美学校11期生を中心としている。
- 監督・美術 - 内藤瑛亮
- プロデューサー - 内藤瑛亮、田坂公章、牛山拓二
- 脚本 - 内藤瑛亮、山形哲生
- 撮影監督 - 伊集守忠
- 照明 - 加藤大輝、山口峰寛
- 録音・整音 - 根本飛鳥
- 録音 - 小牧将人、南川淳、黄永昌、川口陽一
- 編集 - 冨永圭祐、内藤瑛亮
- 音楽 - 有田尚史
- サウンドデザイン - 浜田洋輔、劉逸筠
- 助監督 - 中村洋介
- 制作 - 泉田圭舗、佐野真規、山形哲生
- ある視点撮影、ネット書き込み制作 - 竹内道宏
- ボーガン制作・特殊メイク指導 - 百武朋
- 特殊造形 - 河合桃子
- VFX - 丹羽学
- 制作協力 - レスパスフィルム
- 製作 - 内藤組
- 配給 - SPACE SHOWER FILMS
- 「許された子どもたち」製作委員会 - レスパスビジョン、内藤瑛亮、牛山拓二

## 製作
山形マット死事件を根幹に、内藤が抱いた「罪を犯した子どもが法的に許されてしまったら、その後どう生きていくのか」という疑問が動機となって、2011年の夏に最初のプロットが書かれた。内藤曰く、少年事件に関する既存の資料では、被害者についての記述が豊富にある一方、加害者について踏み込んで書かれたものが少ないと感じたという。本作は加害とその否認に至った経緯に焦点を当てた作品とし、短絡的に加害者を非難して思考停止に陥ることに対する批判を意図した。当初は商業作品としての制作を検討したが、企画を持ち込んだ映画会社ではエンターテインメント寄りにすることや有名なアイドル・俳優をキャスティングすることを要求され、一方では2015年の映画『ジョギング渡り鳥』（鈴木卓爾監督）の自主制作の模様に惹かれたことから、自主制作に踏み切った。内藤は、無名で役柄の実年齢に近い俳優を起用することに拘ろうと考えていた。
映画の制作にあたって、少年犯罪を巡る問題について考えるワークショップを開催した。2016年から、演技経験を問わず11歳から15歳までの男女を参加者として募集し、翌年4月から5月にかけてワークショップを実施。その中からキャスティングするという方式をとったため、子役の俳優陣は一般人ないし無名の新人が中心となった。ワークショップでは、いじめに関するディスカッションやロールプレイ、即興演技などを行い、いじめに対する理解を深めて映画制作へのフィードバックとし、ワークショップから生まれた演出も本編に取り入れられている。また筑波大学教授の土井隆義に協力を仰ぎ、子どもたちに講義を開いた。作品のエンディングクレジットには34本の参考文献が示されている。
2017年の夏から2018年の春にかけて撮影が行われた。内藤によると、現場では殺伐とした空気にならないよう、撮影監督の伊集守忠が「子どもたちの前でスタッフを怒鳴るのはやめましょう」と提言したという。また「ある視点部門」と称し、スタッフや子役たちにカメラを持たせ、好きなものを撮らせるという試みを行った。編集段階になるとそうした映像の用途は限られており、編集の冨永圭祐を悩ませたが、映画撮影にあたって遊びのような要素を取り入れることができた点はよかった、と内藤や冨永は振り返っている。エンディングでは竹内道宏を筆頭に20名が「ある視点撮影」としてクレジットされた。ポストプロダクションは1年間に及び、2019年の夏に完成をみた。内藤は俳優の送迎や編集作業にも従事し、映画の自主制作における監督の仕事量の多大さを味わうことになった。
2020年5月9日に公開される予定であったが、新型コロナウイルス感染症の流行にともなう緊急事態宣言の延長を受けて延期され、6月1日の公開となった。内藤らはオンライン配信という形態も検討したが、映画館で観るからこそ伝わる演出も含まれるという考えから映画館上映に踏み切った。

## 評価
映画評論家の森直人は、試写会後に朝日新聞「プレミアシート」に寄せたレビューで「渾身の大力作」と本作を称賛した。歪んだ人間関係の築かれた学校空間で加害者となる一方、それと似た陰湿さをもつ市民社会では被害者となる少年（絆星）と、強い愛ゆえに息子を守りながら逃亡を続ける一方、それによって贖罪の機会を逸して受難の元凶となっていく母親（真理）を描くことで、価値転倒を繰り返し、重層的な社会構造を活写していると森は評価した。また森は、内藤はこの現実に評価や判断を加えず、ひたすら問題提起に徹していると述べた。
読売新聞映画記者の恩田泰子は同紙「オール・ザット・シネマ」で、本作の描く解像度の高い現実社会や主人公の姿の生々しさを高く評価し、「誠実に、勇気をもって作られた尋常ならざる映画」と推賞した。
映画ライターの高橋諭治は毎日新聞「シネマの休日」へ寄稿し、歪んだ世相の描写力と陰惨な展開の凄まじさに賛辞を送りつつ、本作があくまで問題提起に留まり、主人公がいかに罪と向き合うかという主題に迫らなかったことを惜しんでいる。同じくライターの細谷美香は同欄で、母親の愛情が贖罪の機会を奪うという矛盾と、SNSへの書き込みの現実的な描写を高く評価した。
主演の上村侑は、第33回日刊スポーツ映画大賞・石原裕次郎新人賞にノミネートされたほか、第75回毎日映画コンクール スポニチグランプリ新人賞を受賞した。